# Johann Bernhard Fischer von Erlach

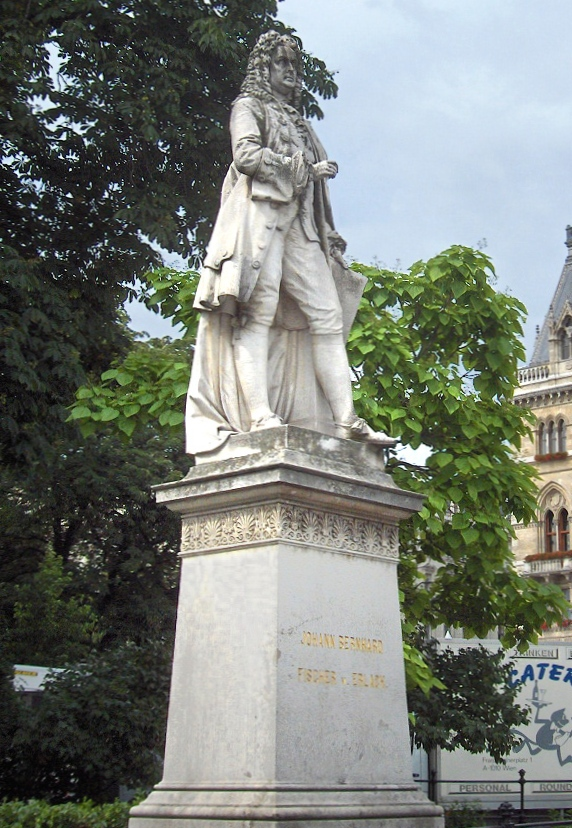
Estatua de Johann Bernhard Fischer von Erlach en Rathauspark, Viena.

Johann Bernhard Fischer von Erlach (Graz, 1656 - 1723) fue un arquitecto y escultor austriaco. Ejerció gran influencia en la arquitectura barroca europea. Sus ideas influyeron profundamente en los gustos arquitectónicos en todo el Imperio Habsburgo y quedaron reflejadas en su obra Plan de Arquitectura Histórica y Civil (1721), uno de los primeros estudios comparativos de la arquitectura mundial.

## Biografía
Nació cerca de Graz el 20 de julio de 1656, se formó en el taller de su padre que ejercía como artesano. Se trasladó con 16 años a Roma y allí en Italia residió los siguientes dieciséis años de su vida y fue donde se formó como arquitecto. 
En Roma se incorporó al taller de su compañero austriaco Johann Paul Schor y al del gran Bernini, lo que le dio la oportunidad de estudiar tanto la escultura y arquitectura antigua como moderna. Posteriormente se trasladó a Nápoles, donde amasó una considerable fortuna sirviendo al virrey español.
De regreso a Austria, en 1687, se erigió como un reconocido arquitecto y recibió múltiples encargos del emperador, la aristocracia y la Iglesia para construir y rehabilitar palacios y mansiones rurales y templos, por los que consiguió grandes alabanzas al liberar a la arquitectura austriaca del dominio estilístico de arquitectos italianos como Enrico Zuccalli y Ferdinando Galli da Bibiena, a pesar de que su obra está cargada de fuertes influencias del barroco italiano, donde residió tantos años. En 1687 obtuvo el cargo de arquitecto de la corte en el que trabajaría a las órdenes de tres emperadores.

### Al servicio del emperador
La década de 1690 se ha descrito como la más fructífera de la carrera de Fischer, durante la cual adaptó el barroco italiano a las necesidades y tradiciones locales. En 1690, obtuvo gran éxito por la construcción en Viena de dos arcos triunfales de carácter temporal, levantados para celebrar la coronación de José I. Posteriormente se encargó de instruir a José I en el arte arquitectónico. En 1696, en homenaje a su labor le fue otorgado un título nobiliario.
En sus diseños del siglo XVII, Fischer von Erlach se vio influido por la curvatura de líneas de Bernini, que tratan de transmitir una sensación de movimiento. Otros focos de influencia en su obra son los Château de François Mansart y las villas clásicas palladianas, que pudo estudiar durante sus viajes a Prusia, Holanda e Inglaterra en 1704 y Venecia en 1707. 
Así Fischer presidió la génesis y la primera evolución de una particular arquitectura barroca, que supondría el estilo preferido de la aristocracia austriaca en las siguientes décadas. Su diseño más emblemático de los años 90 fue el Palacio de Invierno del príncipe Eugenio de Saboya, comenzado en 1695 en Viena y que Hans Aurenhammer describía como "un nuevo tipo de palacio urbano caracterizado por su forma impresionante, la claridad estructural y la tensión dinámica de su decoración".
También plasmó su obra en Salzburgo, donde trabajó para el obispo de la ciudad, y donde destacan las iglesias de la Santísima Trinidad (1694–1702) y la Iglesia de la Universidad (Kollegienkirche), (1696–1707), en la que se acusa la influencia de Borromini. 
En su visita a Dalmacia redescubrió para la arquitectura europea occidental la construcción romana del Palacio de Diocleciano de Split.

### Último estilo
Después de la muerte de José I en 1711, Fischer von Erlach recibió menos encargos del nuevo emperador Carlos IV y de su corte, siendo desplazado en gran parte por su rival Johann Lukas von Hildebrandt. En 1721 publicó la obra Entwurf einer Historischen Architectur (Plan de arquitectura civil e histórica) en la que comentó y dibujó grandes construcciones de la Historia de la Antigüedad y de su propia obra y con la que ejerció una gran influencia en la arquitectura posterior.
En esta última etapa su estilo pierde algo de su barroquismo para adoptar una parte de la arquitectura clásica romana. El Palacio Clam-Gallas en Praga, comenzado en 1713, fue uno de sus últimos diseños para un palacio estatal. La estructura, muy imitida por arquitectos posteriores, pone de manifiesto su entusiasmo por las fachadas de estilo palladiano, que se hizo cada vez más pronunciado en el último período de su obra arquitectónica. 
Pero es la Iglesia de San Carlos Borromeo (Karlskirche) en Viena, iniciada en 1715, la que ilustra plenamente su último estilo de carácter más sintético. En esta estructura, completada por su hijo Joseph Emanuel, la ambición de Fischer fue armonizar los principales elementos y las ideas que subyacen en las iglesias más importantes de la historia de la arquitectura occidental, como son el Templo de Salomón en Jerusalén, la iglesia de Santa Sofía en Constantinopla, el Panteón y Basílica de San Pedro en Roma, Los Inválidos en París y la Catedral de San Pablo de Londres.

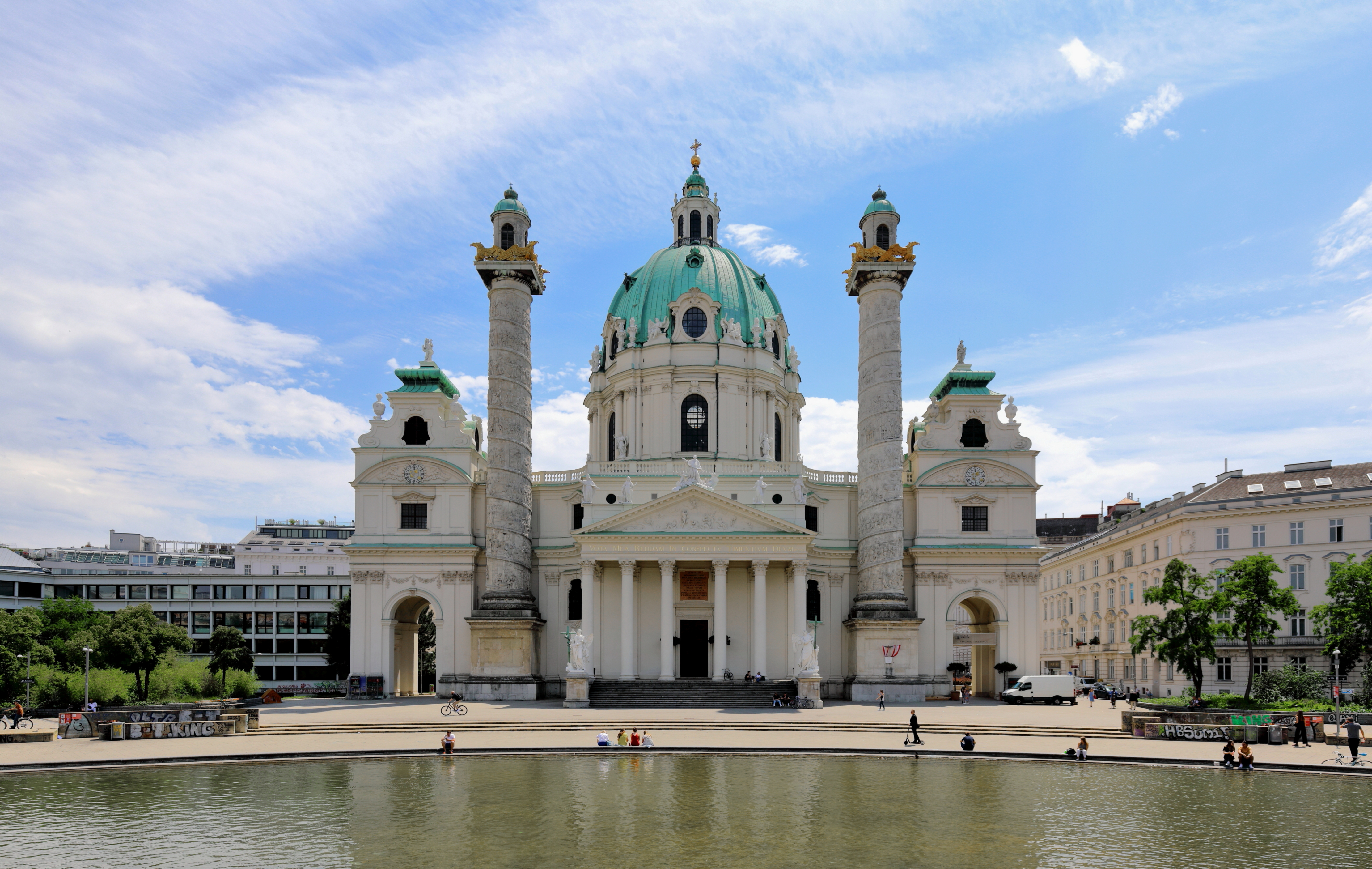
Fachada de la Iglesia de San Carlos Borromeo en Viena.

## Trabajos más destacados
- 1687: Pestsäule, Graben, Viena;
- Bustos de Semíramis y Pentesilea, Patrimonio Nacional, Real Casa del Labrador de Aranjuez, Madrid, España.
- 1687: Altar mayor de la Iglesia de peregrinación Maria Straßengel (maqueta), Graz;
- 1687-1695: château de Vranov nad Dyjí, Moravia;
- 1687-1699: Transformación del mausoleo de Graz;
- 1688–1692: Palacio Augarten, Viena;
- 1690: Modificaciones del mausoleo Ruprecht von Eggenberg, Ehrenhausen;
- 1692: Casa de verano del conde Schlick, Viena;
- 1692: Palacio Strattman, Viena;
- 1692–1693: Palacio Schönborn-Batthyány (planos), Viena;
- 1692–1704: Altar mayor de la Basílica del Nacimiento de la Virgen María, Graz;
- 1693: Pabellón de caza del castillo Niederweiden, Baja Austria;
- 1693: Pferdeschwemme, Salzburgo;
- 1694: Portada de los establos Hofmarstall, Salzburgo;
- 1694–1701: Iglesia de peregrinación en Kirchental bei Lofer, Salzburgo;
- 1694–1702: Iglesia de la Santísima Trinidad (Dreifaltigkeitskirche), Salzburgo;
- 1695: Palacio de Schönbrunn (2.º proyecto), Viena;
- 1695–1697: Palacio de Invierno del Príncipe Eugenio, Viena;
- 1696–1707: Iglesia Colegiata (Kollegienkirche), Salzburgo;
- 1697: Castillo Neuwaldegg, Viena;
- 1699–1705: Iglesia de San Marco (Markuskirche, antiguamente iglesia de las Ursulinas, Ursulinenkirche), Salzburgo;
- 1699–1703: Johannesspitalskirche, Salzburgo;
- 1700-?: Castillo Klessheim, Salzburgo;
- 1705: Portada lateral y ático del palacio Liechtenstein, Viena;
- 1708: Altar mayor del Iglesia de los Franciscanos, Salzburgo;
- 1708–1714: Cancillería de la Corte de Bohemia (ampliada en 1750-1754 por M. Gerl), Viena;
- 1709–1711: Palacio Lobkowitz (modificaciones), Viena;
- 1710–1712: Palacio Trautson, Viena;
- 1713: Columna de la plaga Perchtoldsdorfn, Viena;
- 1714–1718: Palacio Clam-Gallas, Praga;
- 1716–1723: Iglesia de San Carlos Borromeo (Karlskirche) (acabada por su hijo en 1723-1739), Viena;
- 1716–1724: Capilla del Elector de la catedral de Wrocław, Breslavia, Polonia;
- 1719-1721: Proyectos para la Hofstallungen, Viena;
- 1720: Cekin Mansion, Liubliana;
- 1720–1722: Palacio Schwarzenberg (interior debido a su hijo), Viena;
- 1723: Establos Imperiales, Viena;
- 1723–1726: Planos de la Biblioteca Nacional de Austria (dirigida por su hijo en 1723-1726), Viena;

## Galería de imágenes

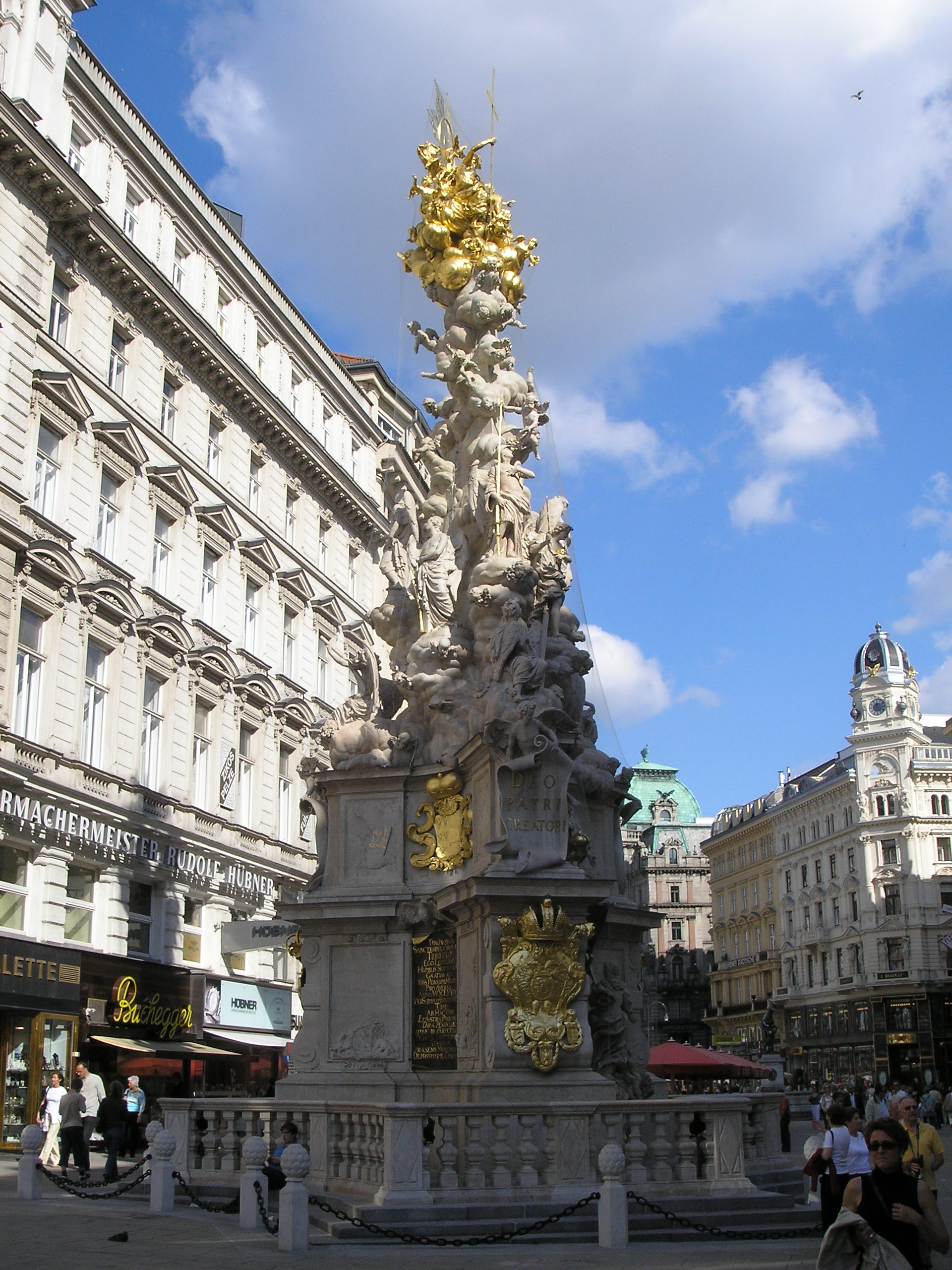
Pestsäule, Graben, Viena, Austria, 1687
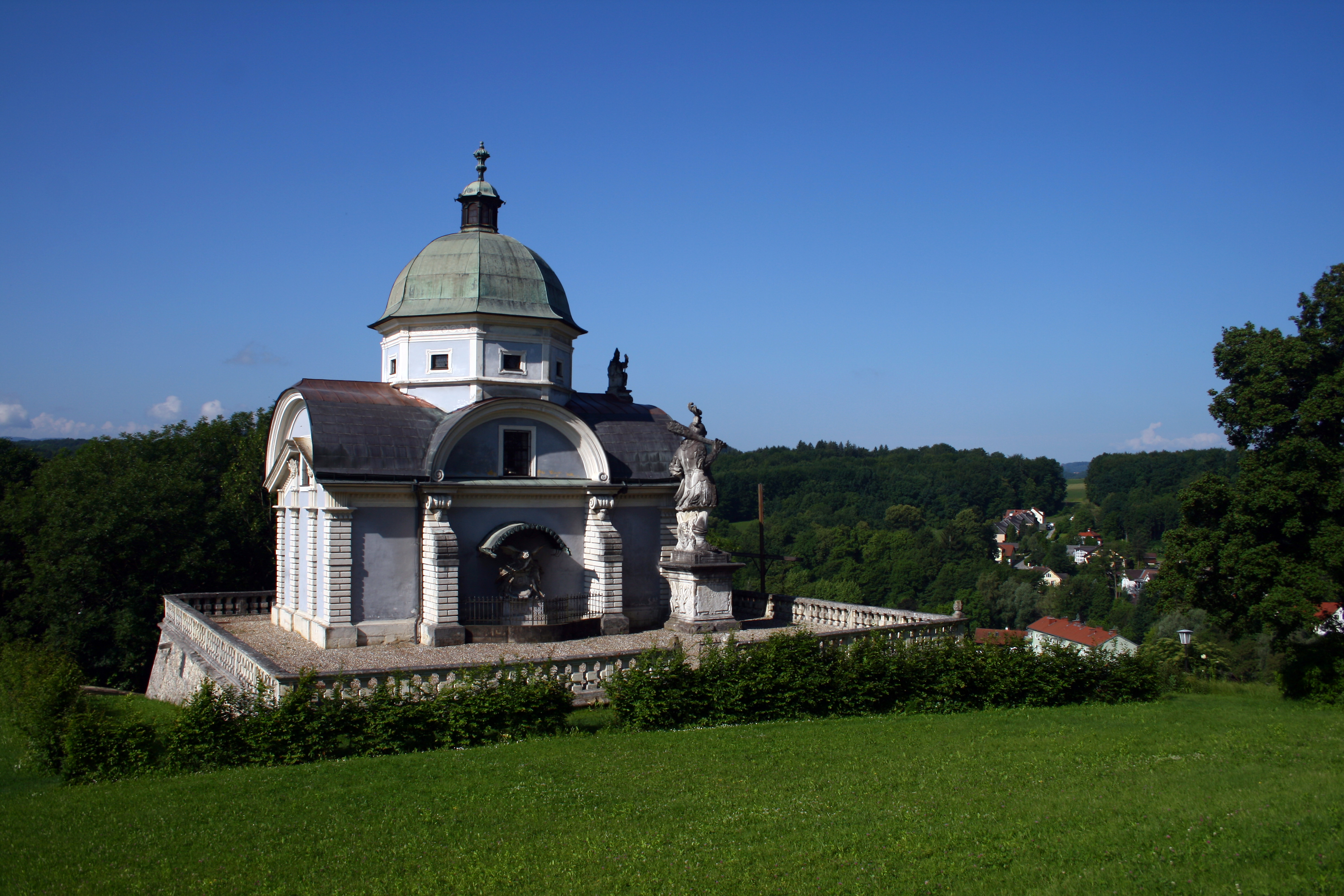
Mausoleum Ruprecht von Eggenberg Ehrenhausen, Styria, 1690
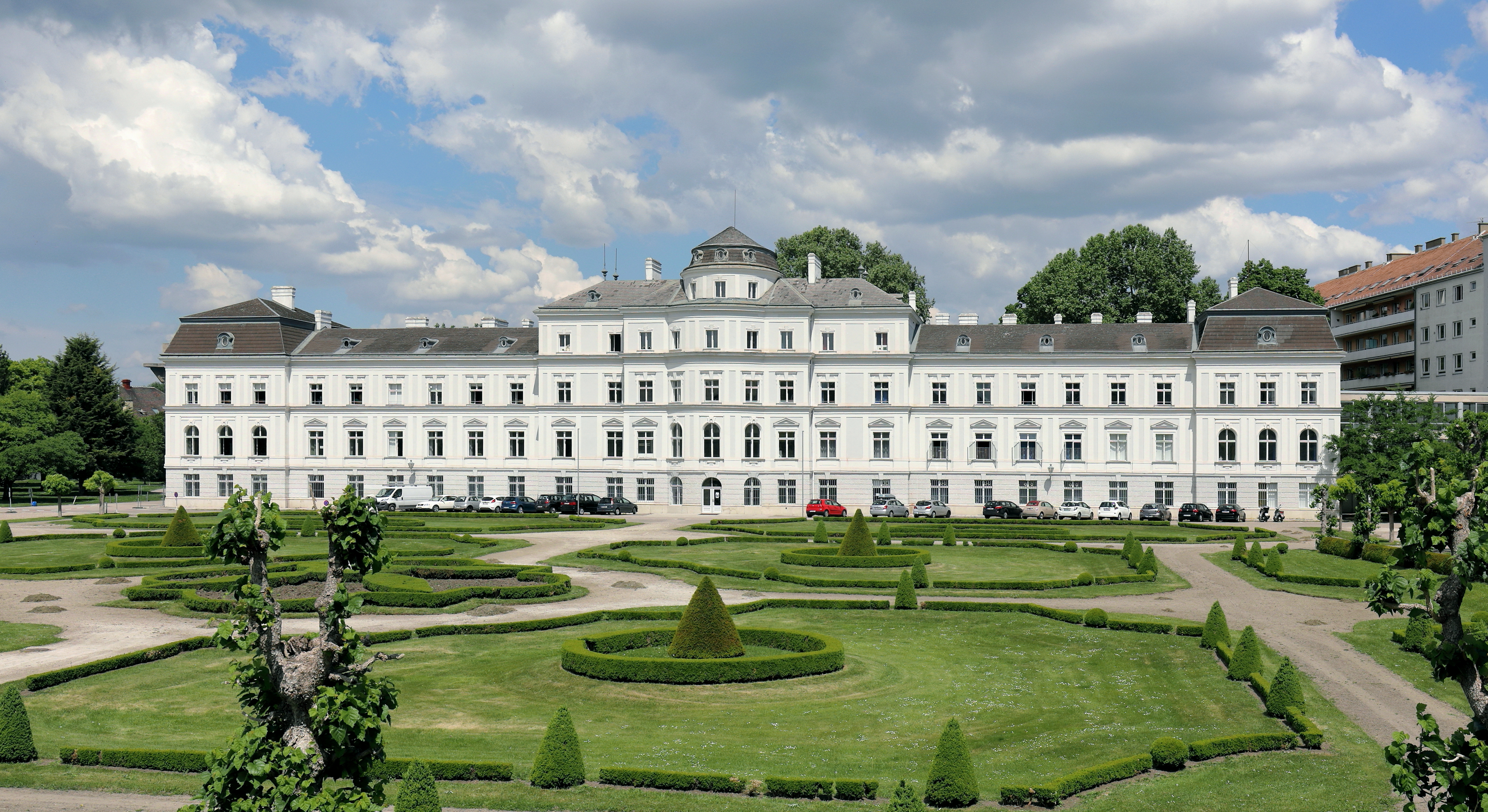
Palacio Augarten, Viena, 1688–92
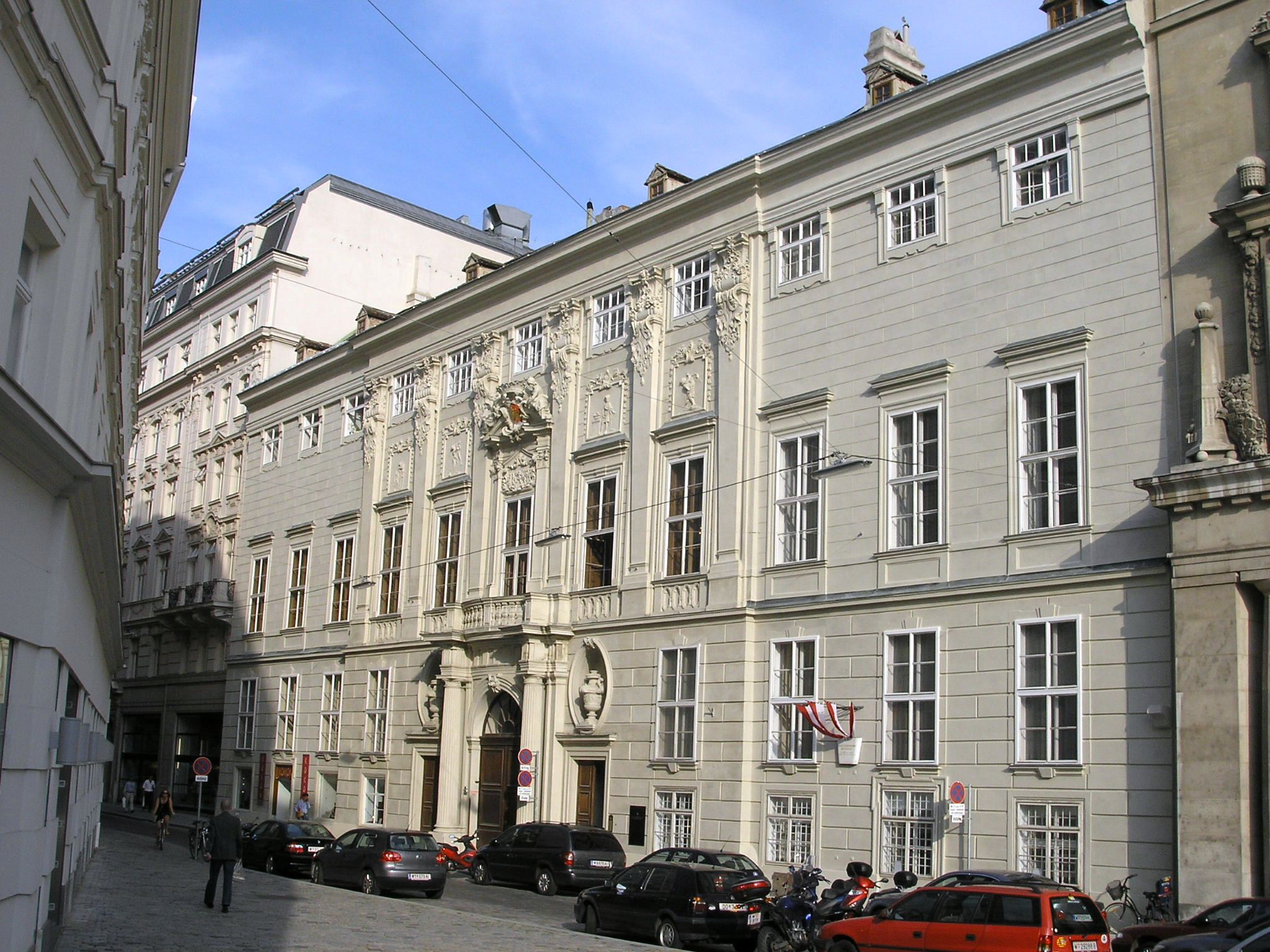
Palacio Schönborn-Batthyány, Viena, 1692–1693
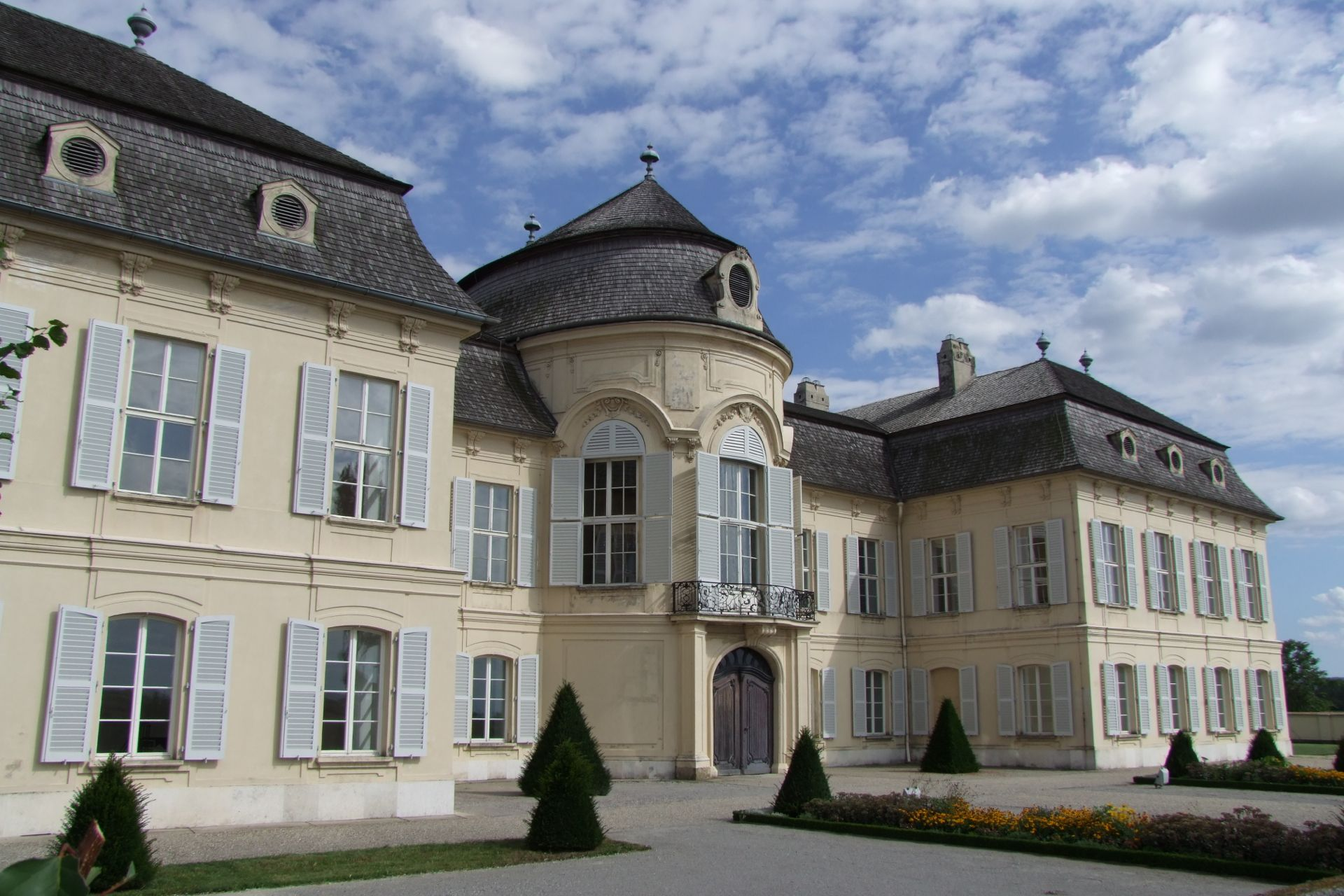
Castillo Niederweiden, Baja Austria, 1693

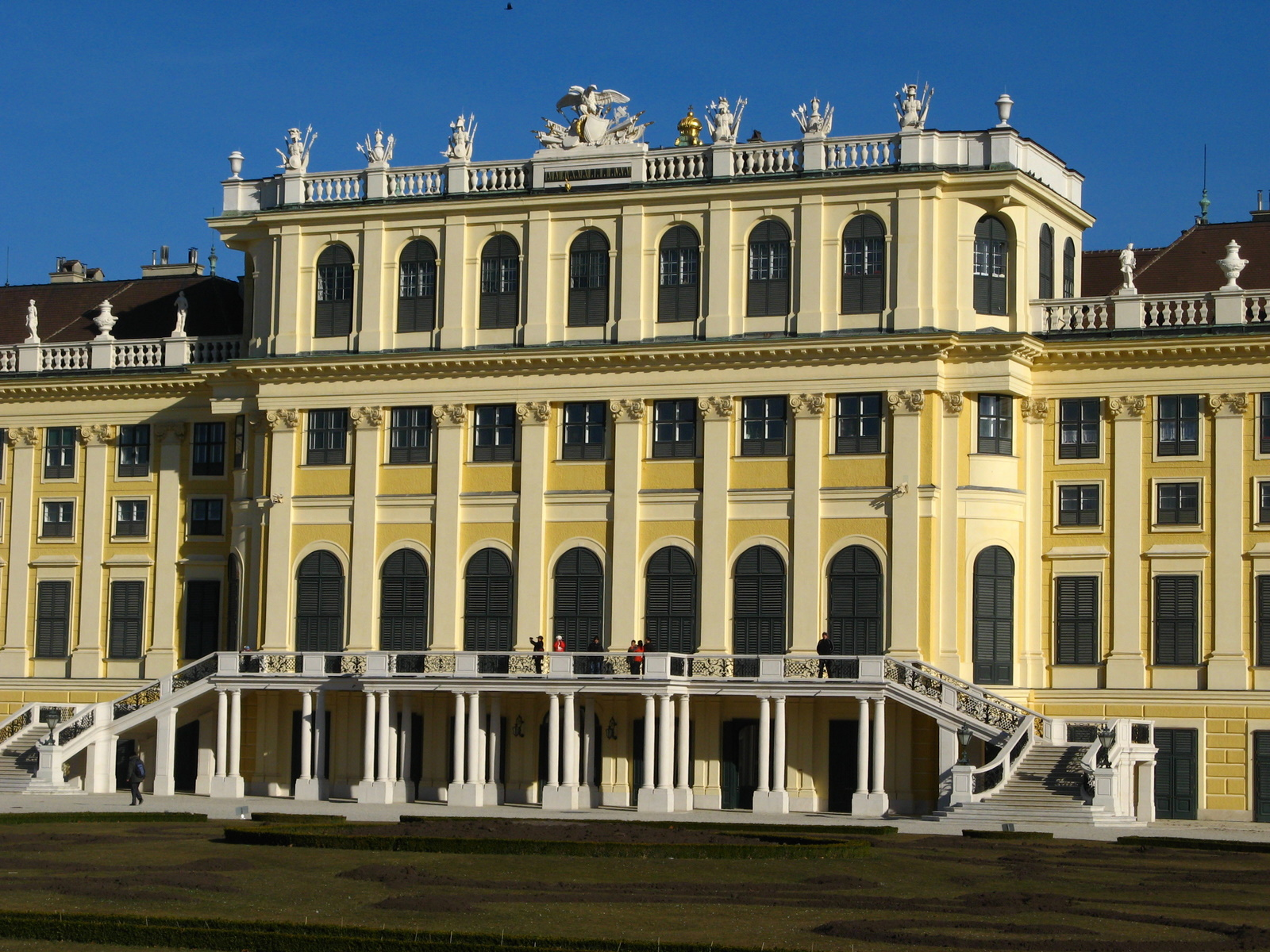
Palacio de Schönbrunn, Viena, 1695
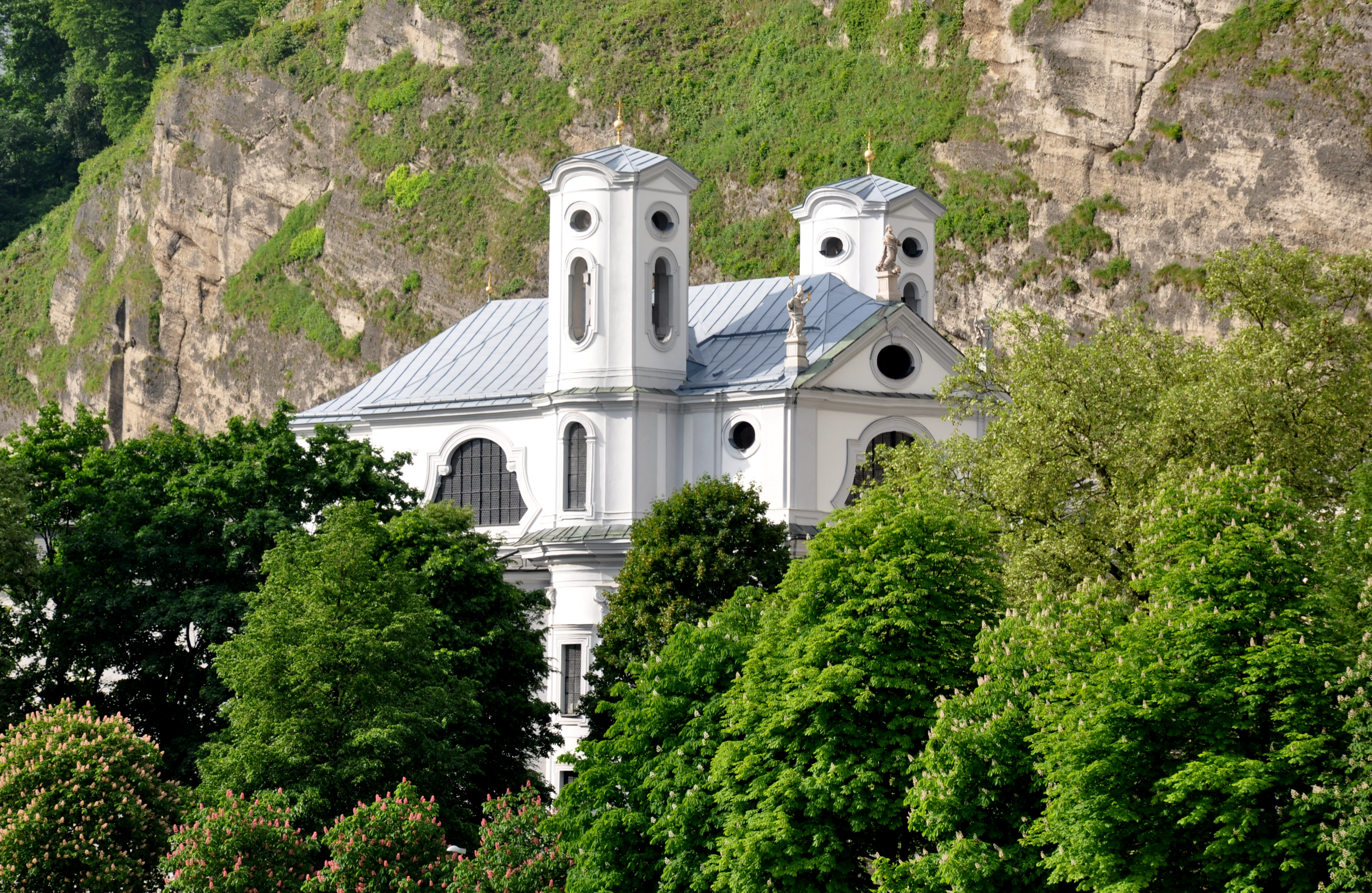
Markuskirche, Salzburgo, 1699
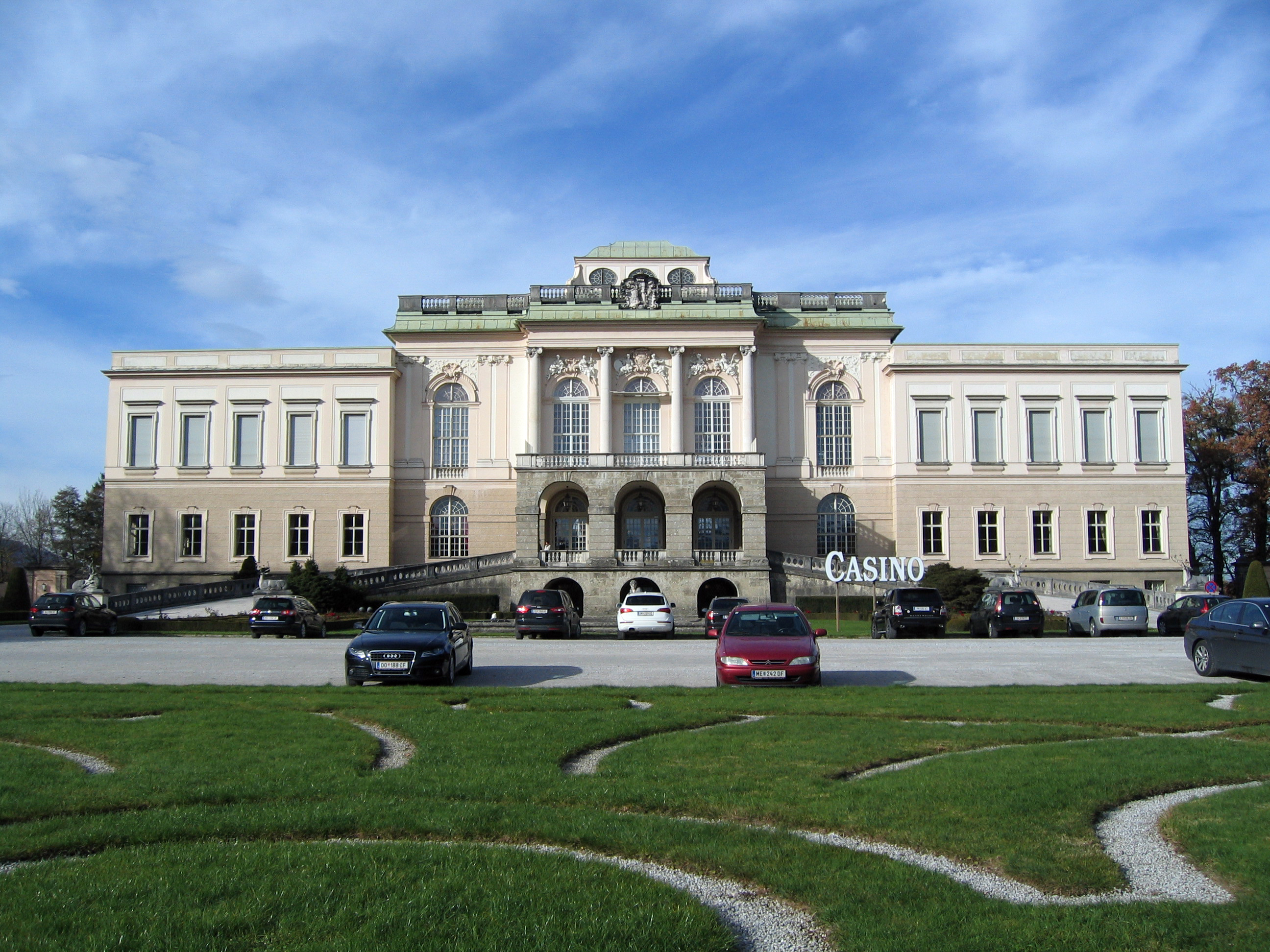
Castillo Klessheim, Salzburg, Austria, 1700
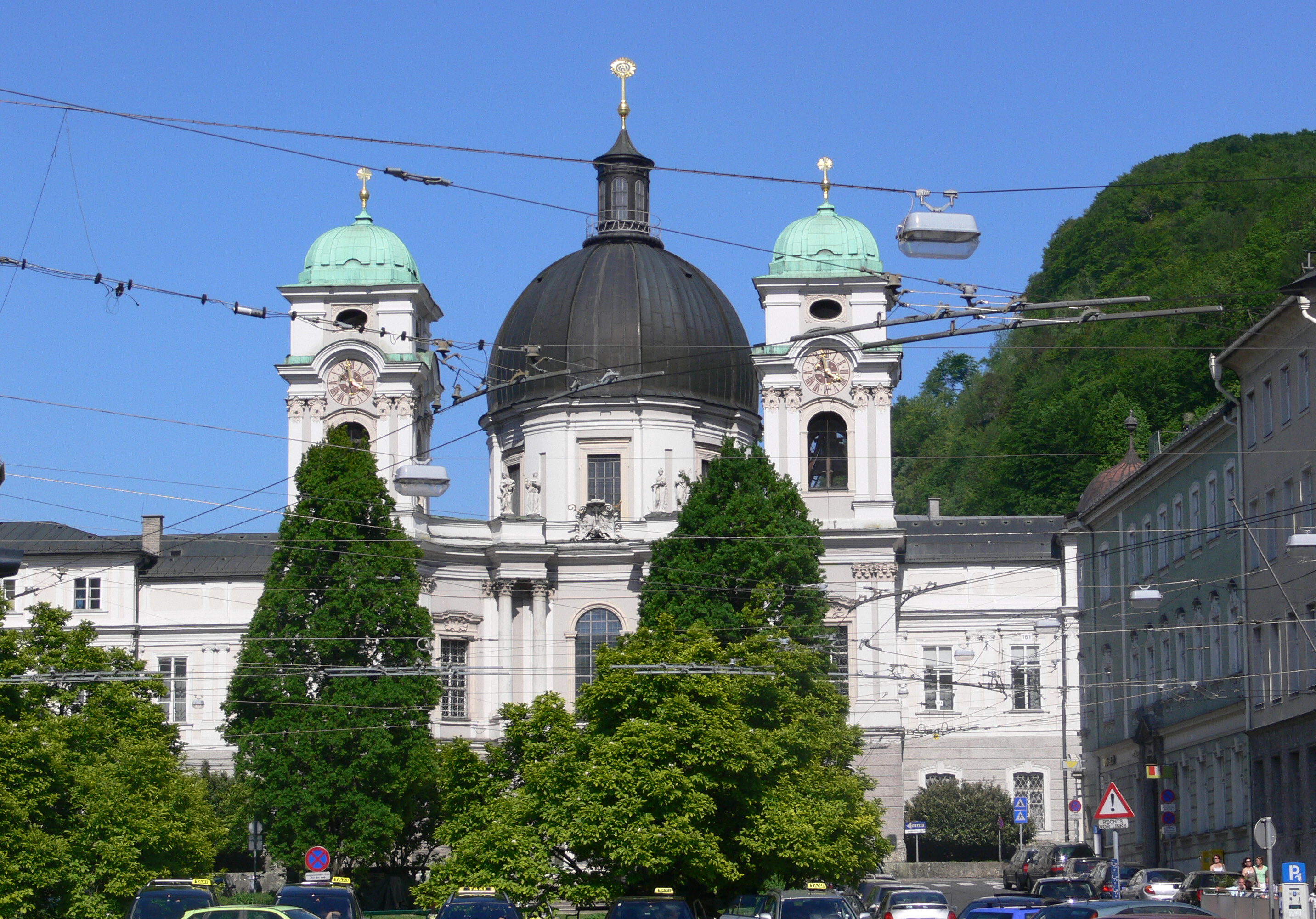
Iglesia de la Santísima Trinidad, Salzburgo, 1694–1702
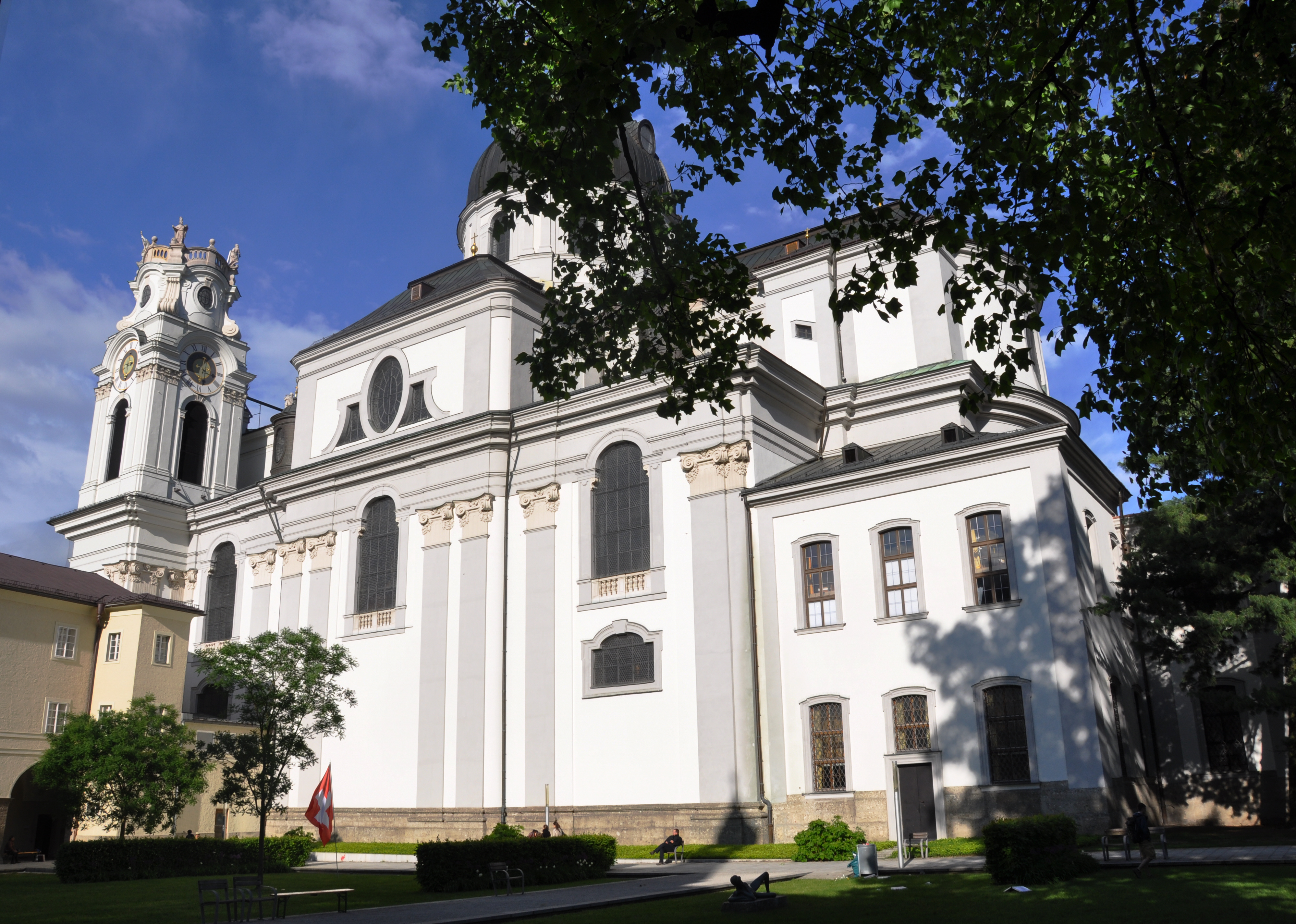
Iglesia Colegiata, Salzburgo, 1696–1707

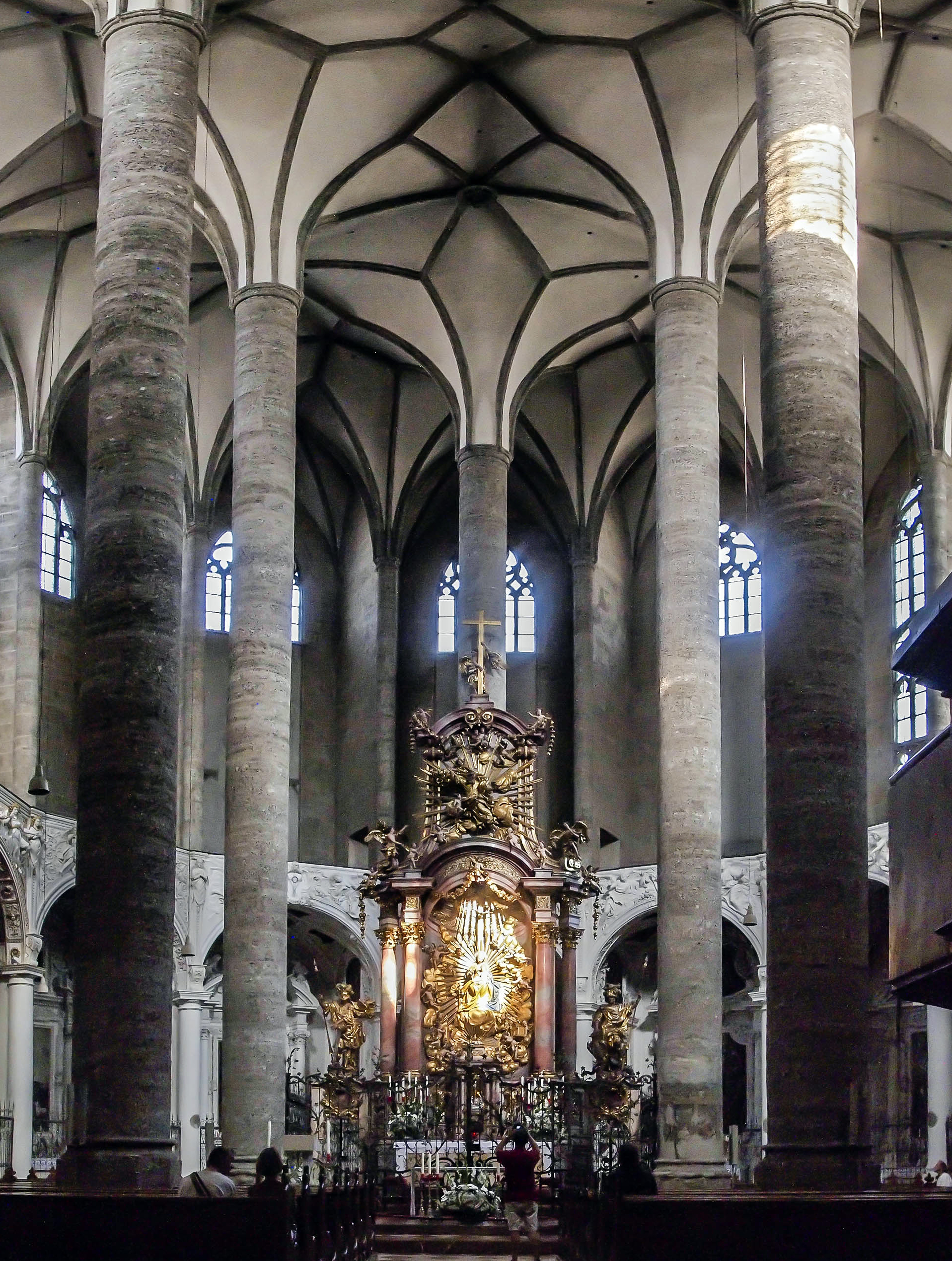
Altar mayor de los Franciscanos, Salzburgo, 1708
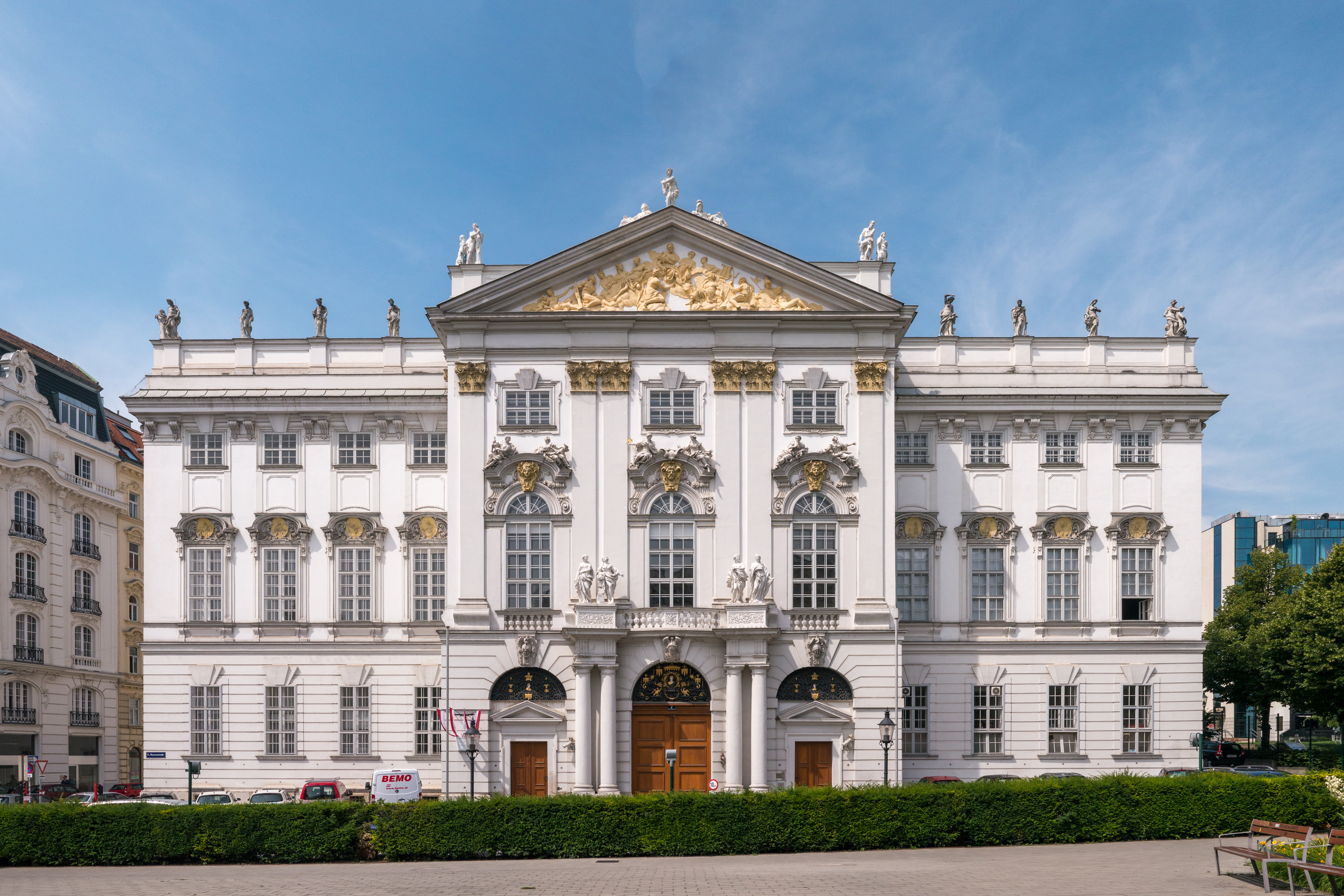
Palacio Trautson, Viena, 1710–1712
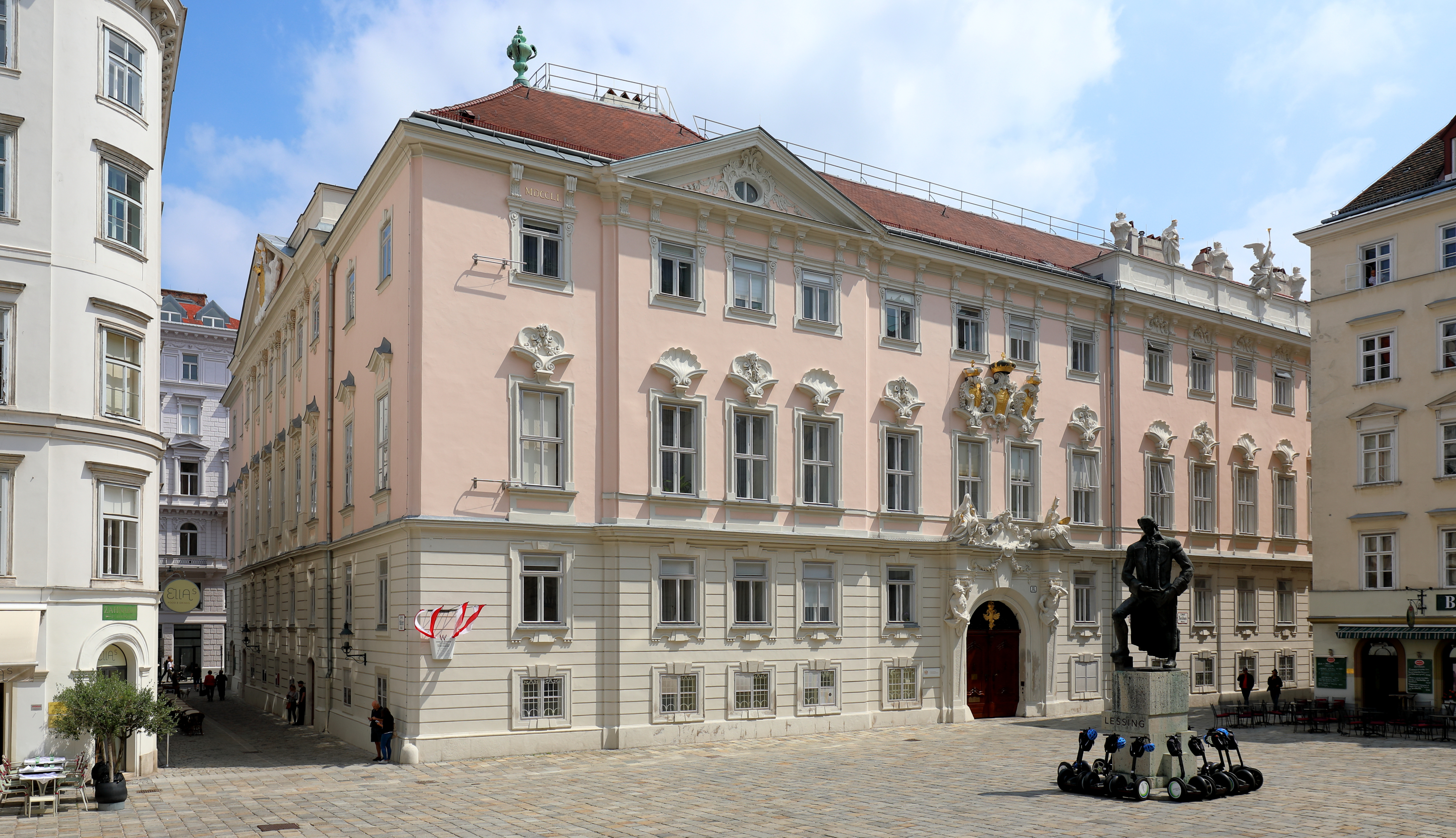
Cancillería de la Corte de Bohemia, Viena, 1708–1714
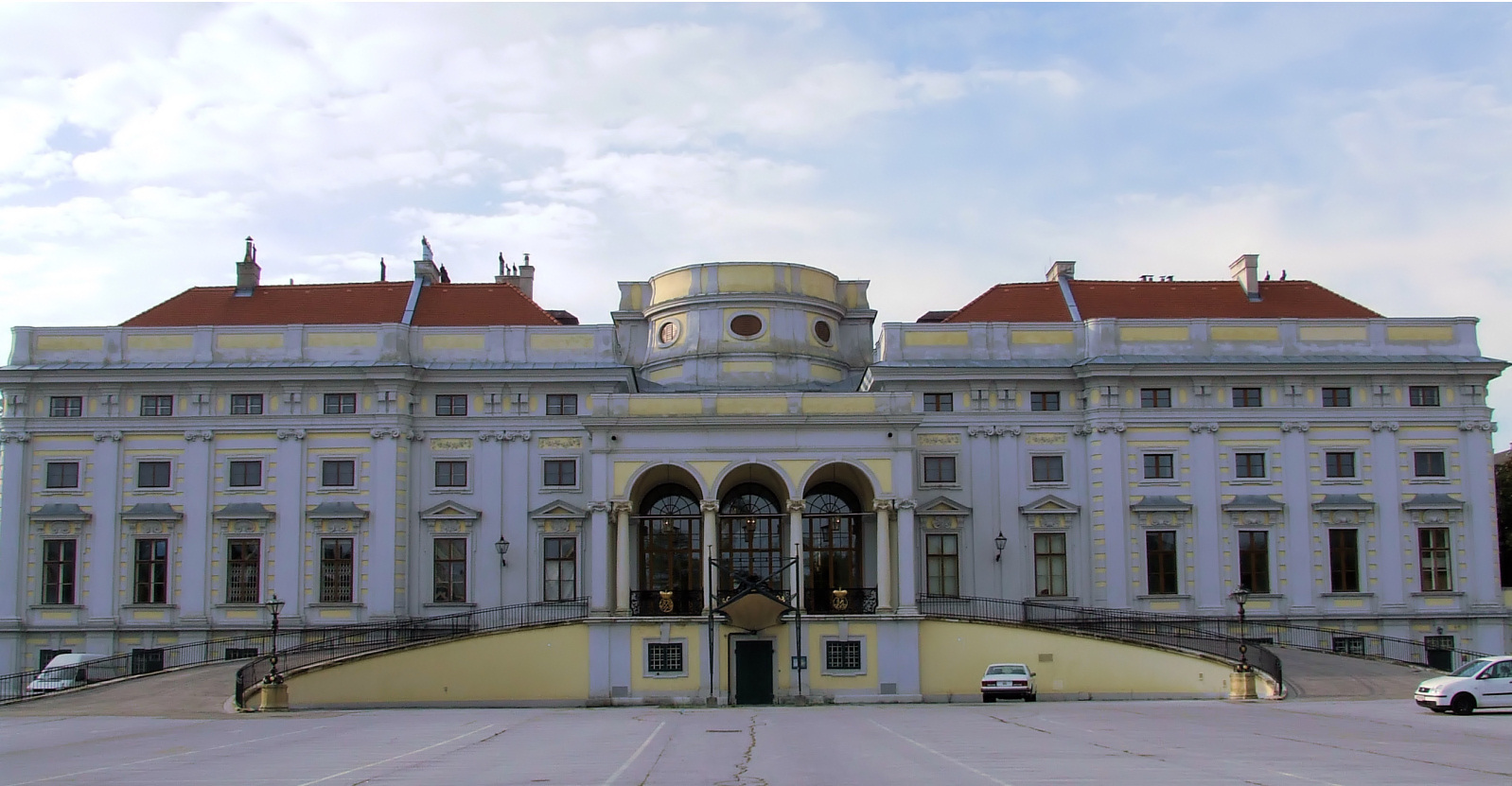
Palacio Schwarzenberg, Viena, 1720–1722
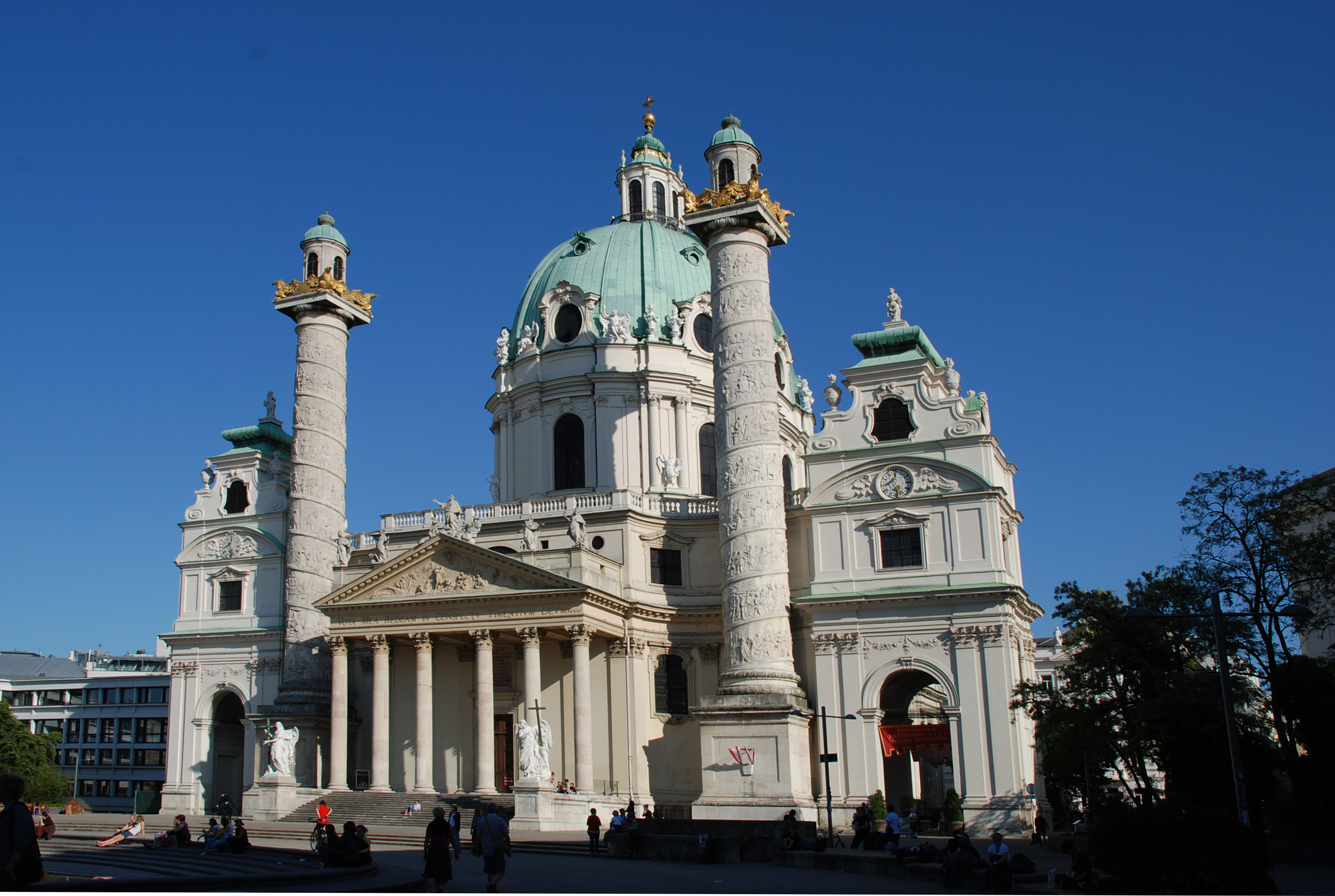
Iglesia de San Carlos Borromeo, Viena, 1716–1723

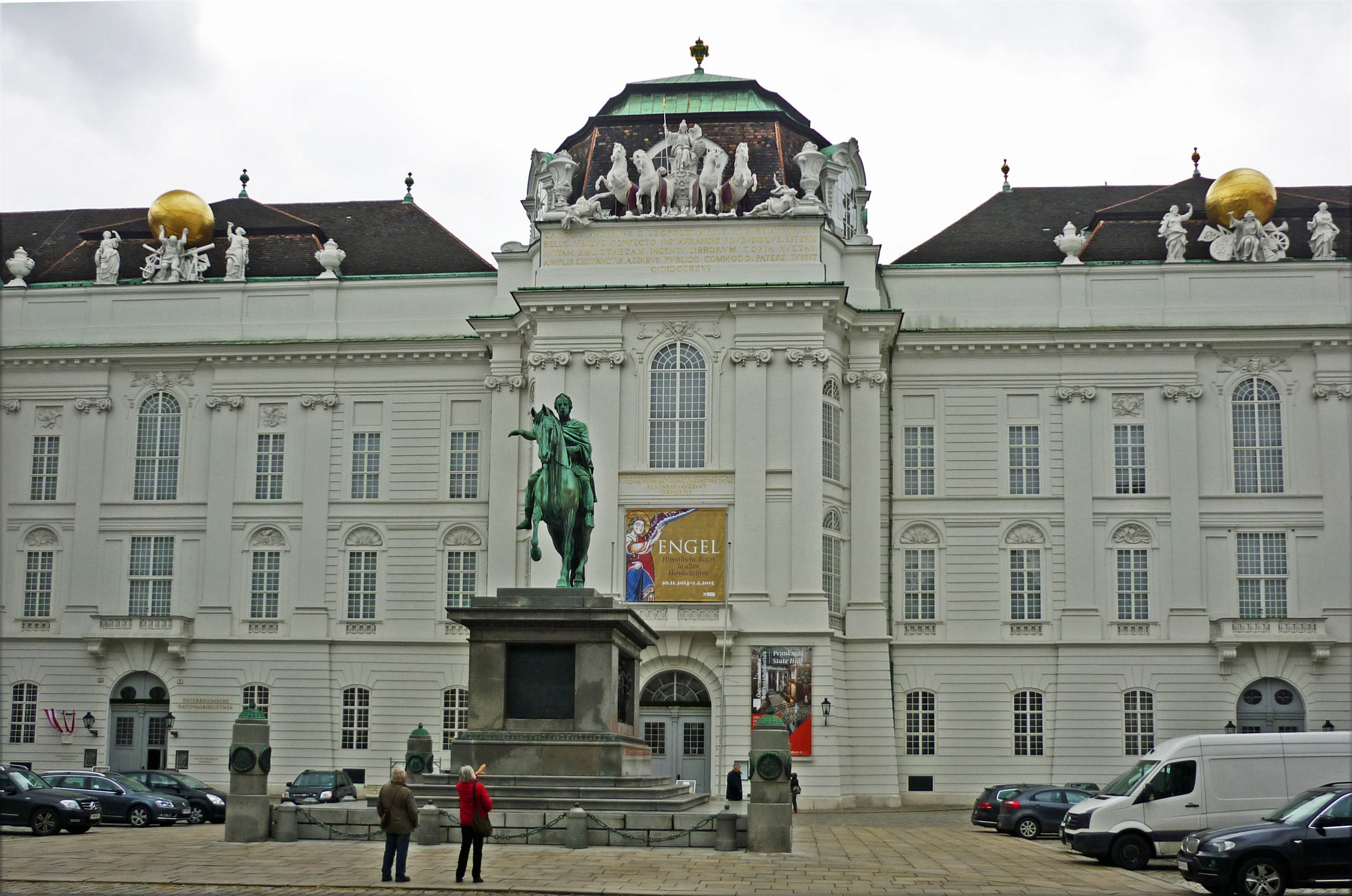
Biblioteca Nacional de Austria, Viena, 1723–1726
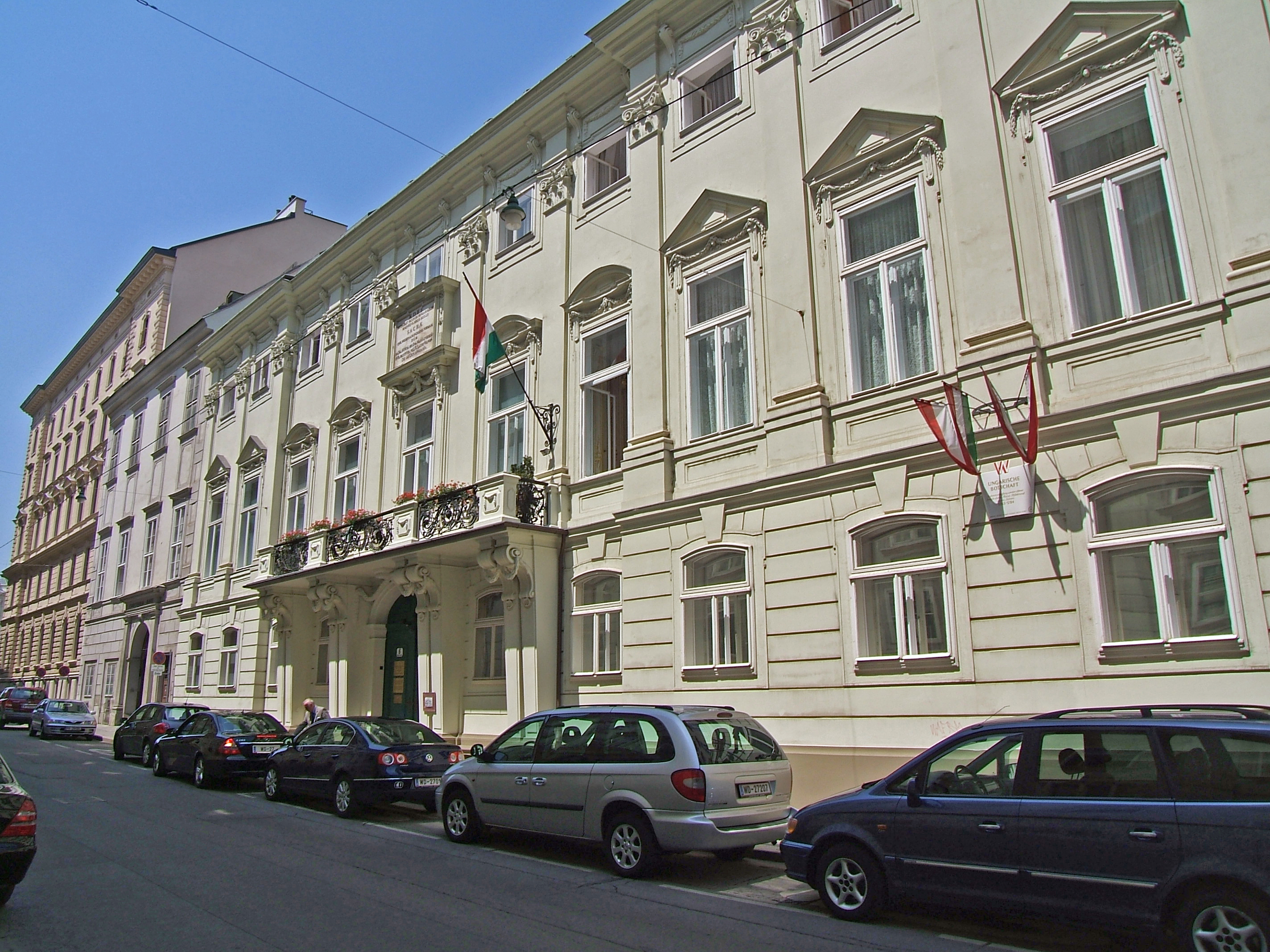
Palacio Strattman, Viena
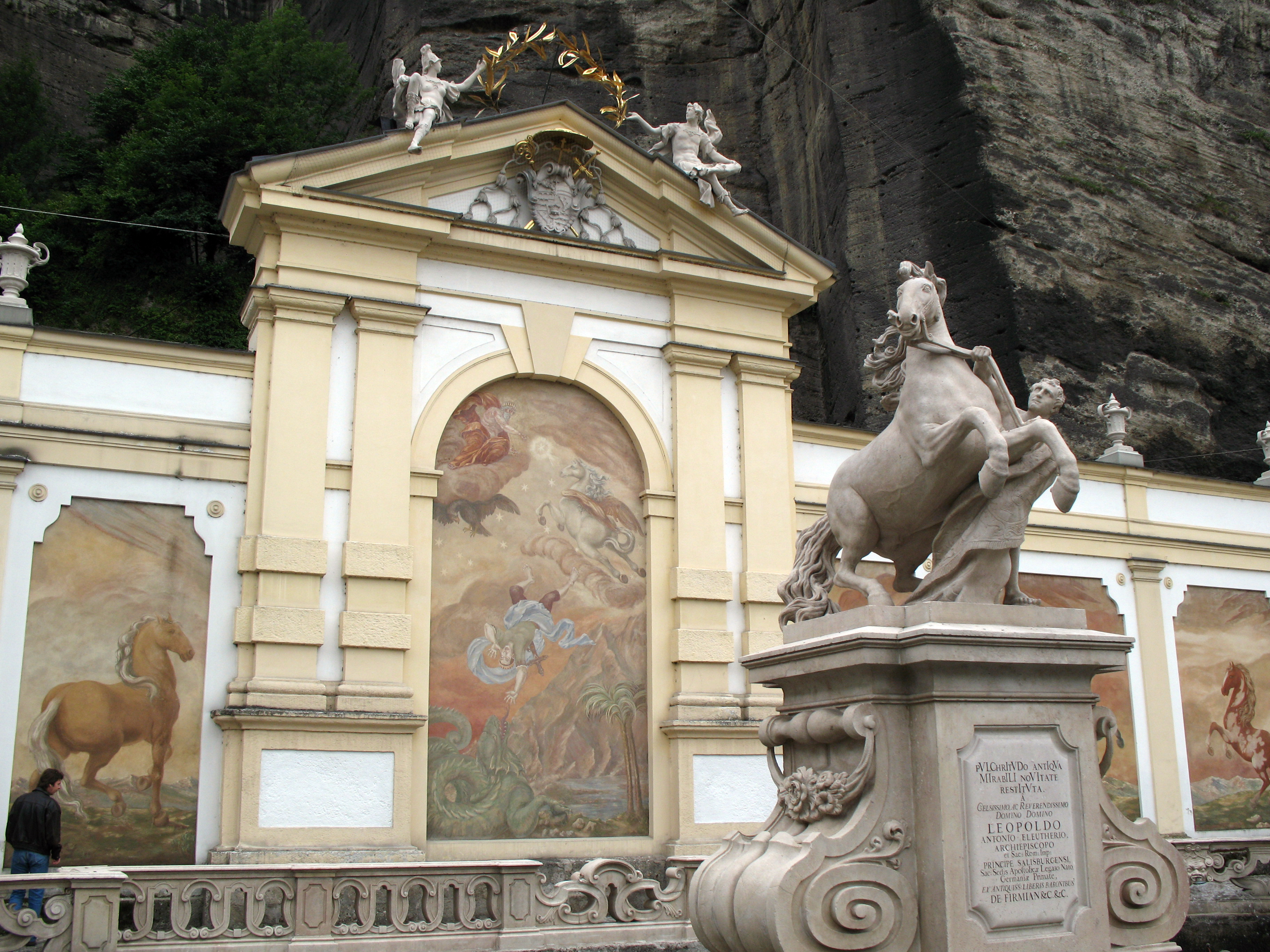
Pferdeschwemme, Salzburgo
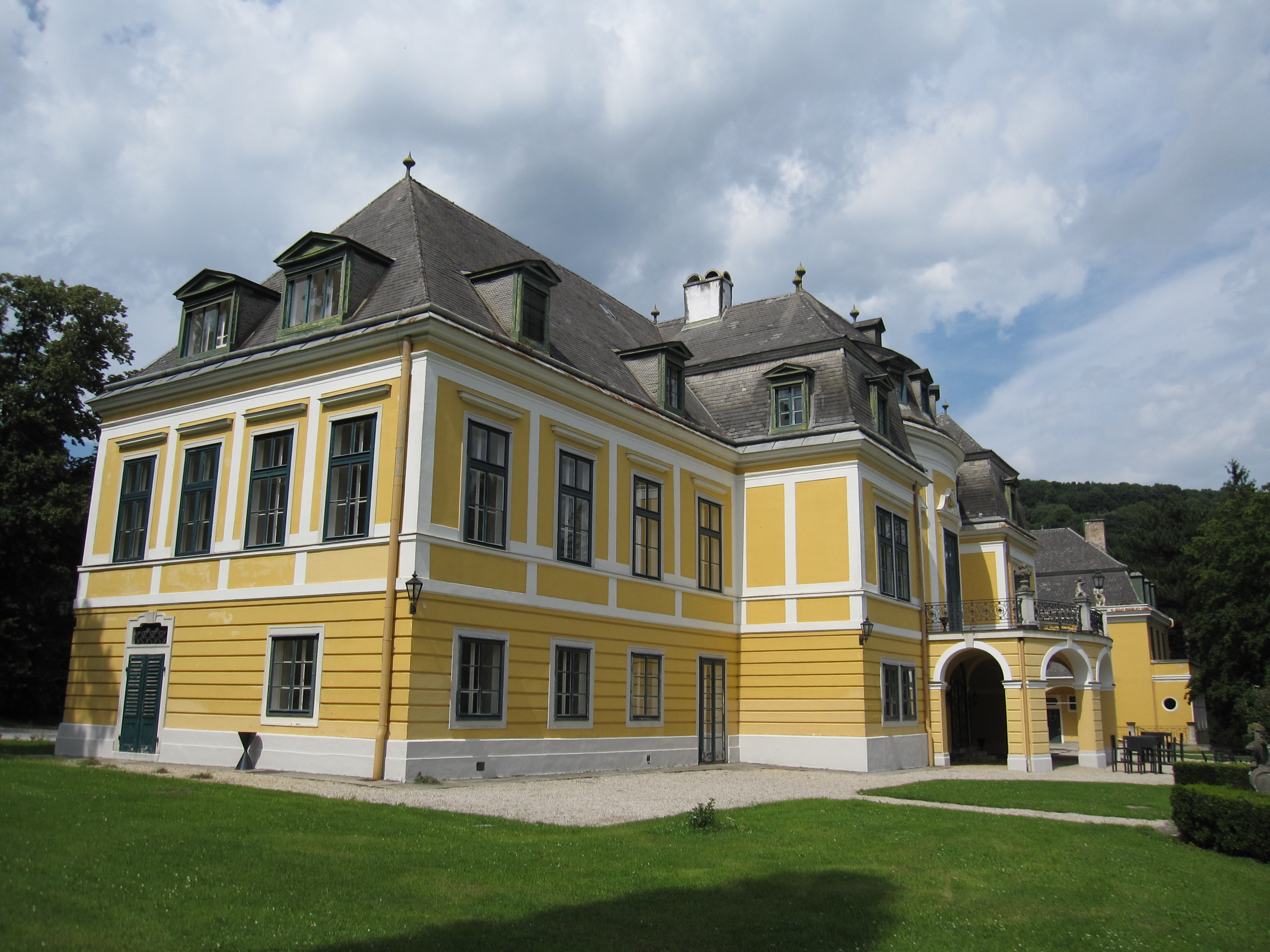
Castillo Neuwaldegg